# Zweipunkt-Wellenstriemenspanner
Der Zweipunkt-Wellenstriemenspanner (Scotopteryx bipunctaria), auch Doppelpunktierter Linienspanner genannt, ist ein Schmetterling (Nachtfalter) aus der Familie der Spanner (Geometridae) und wird in deren Unterfamilie Larentiinae eingeordnet.

## Merkmale

### Falter
Die Falter erreichen eine Flügelspannweite von 26 bis 32 Millimetern. Ihre Grundfarbe ist überwiegend weißlichgrau. Das dunkelgraue oder bräunliche Mittelfeld ist in der Mitte aufgehellt. Arttypisch und namensgebend sind zwei kleine, nahe beieinander liegende, schwarze Mittelpunkte. Am Saum befinden sich weitere schwarze Punkte. Außerdem sind einige dunkle Querlinien vorhanden. Nahe der Flügelspitze ist ein dunkler Schatten erkennbar. Die Hinterflügel sind grau und zeigen dunkle, undeutliche Querlinien. Die Fühler der Männchen sind gekämmt, diejenigen der Weibchen fadenförmig.

### Raupe
Erwachsene Raupen sind grau, ocker- oder schieferfarben und besitzen helle Längslinien sowie graue Seitenstreifen. Die Bauchseite ist gelblich und zeigt breite, schwärzliche, unterbrochene Längslinien.

### Puppe
Die glatte, trüb rotbraun gefärbte Puppe hat eine längliche Form.

## Geographische Verbreitung und Vorkommen
Der Zweipunkt-Wellenstriemenspanner ist von Marokko und Spanien durch West- und Mitteleuropa einschließlich der Britischen Inseln bis zum Ural anzutreffen. Im Norden reicht sein Verbreitungsgebiet bis zum Baltikum, im Süden über Italien und die Balkanhalbinsel bis zum Schwarzen- und Kaspischen Meer. Die Art bevorzugt Gegenden mit Kalkboden. In den Alpen kommt sie in Höhenstufen bis über 2500 Meter vor. Sie bewohnt warme Hänge, felsige Hügel sowie Trocken- und Halbtrockenrasenflächen.

## Lebensweise
Die  dämmerungs- und nachtaktiven Falter fliegen in einer Generation von Juni bis August. Tagsüber können sie leicht von Felsen oder aus der Vegetation aufgescheucht werden, nachts kommen sie gerne an künstliche Lichtquellen. Die Raupen leben ab September, überwintern und verpuppen sich im Mai oder Juni des folgenden Jahres an der Erde. Sie ernähren sich von verschiedenen niedrigen Pflanzen. Dazu zählen Wicken (Vicia), Hornklee (Lotus), Hufeisenklee (Hippocrepis), Gamander (Teucrium) und andere.

## Gefährdung
Der Zweipunkt-Wellenstriemenspanner kommt in den deutschen Bundesländern in unterschiedlicher Anzahl vor, fehlt in vielen norddeutschen Regionen und wird auf der Roten Liste gefährdeter Arten auf der Vorwarnliste geführt.

## Unterarten
Folgende Unterarten sind bekannt:
- Scotopteryx bipunctaria bipunctaria
- Scotopteryx bipunctaria cretata
- Scotopteryx bipunctaria maritima